# تیمزریت
تیمزریت (به عربی: تیمزریت) یک شهرداری در الجزایر است که در استان بجایه واقع شده‌است.